# Vidi Bilu
 (mars 2024).
 (mars 2024).
Si vous disposez d'ouvrages ou d'articles de référence ou si vous connaissez des sites web de qualité traitant du thème abordé ici, merci de compléter l'article en donnant les références utiles à sa vérifiabilité et en les liant à la section « Notes et références ».
Vidi Bilu, née le 6 janvier 1959, est une réalisatrice de cinéma israélienne.

## Biographie
Vidi Bilu est née à Jérusalem le 6 janvier 1959. Elle étudie entre 1983 et 1985 au département photographie du collège Hadassah. Elle commence l'étude du cinéma en 1986, au sein de l'école Beit Zvi, et se spécialise en 1989 dans la réalisation. Réalisatrice de plusieurs films publicitaires, et également monteuse et productrice, elle a réalisé divers films, dont Une jeunesse comme aucune autre en 2005.

## Filmographie
- 2005 : Une jeunesse comme aucune autre (Karov la bayit) coréalisé avec Dalia Hager
- 2002 : Yes or no
- 1995 : Monologues
- 1993 : Thirty times four